# 寺内直子
寺内 直子（てらうち なおこ、1960年 - ）は、日本の音楽学者、神戸大学教授。専門は日本の宮廷音楽・雅楽の研究及び演奏、琉球伝統芸能、ディアスポラにおける日本の伝統芸能。
大阪府大阪市生まれ。東京芸術大学音楽学部楽理科卒、同大学院音楽研究科音楽学修士課程修了、同大学院音楽研究科博士課程（音楽学専攻）単位取得退学。平成18年度文化庁文化交流使としてアメリカに派遣される。東洋音楽学会、日本音楽学会（機関誌編集委員）、国際伝統音楽学会、沖縄文化協会所属。

## 著書
- 『伶倫楽遊: 芝祐靖と雅楽の現代』アルテスパブリッシング、2017
- 『雅楽を聴く―響きの庭への誘い』岩波新書、2011
- 『雅楽の〈近代〉と〈現代〉--継承・普及・創造の軌跡』、2010
- 『雅楽のリズム構造--平安時代末における唐楽曲について--』、1996

## 参考
- 神戸大学 教員紹介ページ